# Конструкция трактора
Устройство трактора определяется его основным назначением и зависит от харакетристик предполагаемой работы.
Трактор состоит из следующих механизмов и систем:
- Несущая система (остов);
- Двигатель и его системы (система подачи топлива, система смазки, система охлаждения);
- Шасси, к которому относятся:
  - Трансмиссия;
  - Ходовая часть (колёса и подвеска);
  - Рулевое управление;
- Системы агрегатирования;
- Пост управления и др. системы управления;
- Внешнее и внутреннее оборудование.

## Несущая система и компоновка трактора
Несущая система (остов) трактора служит для размещения механизмов и систем и воспринимает вес и силы реакции этих элементов. Известны три наиболее распространенных типа несущих систем тракторов: рамный, полурамный и безрамный. Рамный остов предполагает наличие рамы, на которую навешиваются все агрегаты трактора. При полурамной системе часть функций рамы принимают на себя агрегаты трансмиссии, на корпусе которых закрепляются все остальные устройства, а двигатель подвешивается на переднюю полураму. В безрамных тракторах картер двигателя также имеет несущую функцию.
Компоновка трактора определяет тип применяемого остова и выбирается исходя из назначения трактора, тягового класса, и типа применяемого двигателя. Современные тракторы как правило строятся по классическим компоновочным схемам.

### Компоновка колёсного трактора
Универсальные колёсные тракторы строятся по двум классическим схемам: с увеличенными задними колёсами и с колёсами одинакового диаметра.

#### Тракторы с увеличенными задними колёсами
| Заднеприводные тракторы с увеличенными задними колёсами |
| ------------------------------------------------------- |
| - Т-25 - Allgaier AP-17-2 - МТЗ-80                      |
| Полноприводные тракторы с увеличенными задними колёсами |
| - New Holland - Т-40А                                   |

Тракторы с увеличенными задними колёсами, например МТЗ-80 имеют полурамный остов. При этом частью остова, воспринимающего силы, возникающие от действия веса, тягового усилия и сил инерции трактора воспринимают картеры узлов трансмиссии и двухбалочная полурама в передней части трактора. К полураме крепится передний мост, передняя опора двигателя и его систем, переднее навесное оборудование. Такие тракторы имеют переднее расположение двигателя и заднее расположение поста управления. Полурамный остов упрощает конструкцию трактора, но затрудняет процесс его разборки и сборки при ремонте. Кроме того, большие переменные нагрузки на картеры узлов трансмиссии снижают её долговечность и не позволяют применять зубчатые зацепления высокой точности. Управление поворотом осуществляется передними колёсами.

#### Тракторы с колёсами равного диаметра
| Полноприводные тракторы с колёсами одинакового диаметра |
| ------------------------------------------------------- |
| - CASE 9240 - К-700 - New Holland - Т-150К «ХТЗ»        |

Тракторы с колёсами одинакового диаметра, например, К-700, как правило имеют рамный остов, состоящий из двух полурам, соединенных шарнирами. На каждой из полурам установлено по ведущему мосту. Управление поворотом осуществляется за счет поворота полурам. Такая компоновка позволяет применять колёса увеличенного диаметра и ширины, но ухудшает устойчивость трактора, так как при повороте центр тяжести смещается в сторону от продольной оси. Расположение узлов трактора на полурамах может быть различным. Например, у трактора К-700 двигатель, коробка передач и кабина расположены на передней полураме, а на задней полураме имеется только механизм навески. У трактора-тягача МоАЗ-531 двигатель и редуктор отбора мощности расположены на задней полураме, а кабина и коробка передач на передней.

#### Колёсные самоходные шасси
Компоновка тракторного колёсного универсального самоходного шасси строится исходя из необходимости размещения на раме трактора тяжелых или крупногабаритных машин, орудий или самосвального кузова. Поэтому колёсные самоходные шасси как правило имеют компактный силовой агрегат (двигатель в сборе с трансмиссией), размещенный сзади. Передняя часть представляет собой открытую раму.

### Компоновка гусеничного трактора
Классической для гусеничных тракторов является схема с передним расположением двигателя и задним расположением поста управления. Такая схема оптимальна для сельскохозяйственного трактора, поскольку обеспечивает во-первых хороший обзор навесных машин и орудий, а с другой стороны — переднее расположение центра тяжести. Переднее расположение центра тяжести необходимо сельскохозяйственному трактору потому, что его задняя часть в процессе работы догружается весом и реакцией навесного орудия. Встречаются и иные схемы, например с передним расположением кабины и задним двигателя. Такая схема применена на промышленном тракторе Т-330. Переднее расположение кабины обеспечивает хороший обзор бульдозерного оборудования, а заднее расположение двигателя — оптимальную развесовку (ввиду того, что передняя часть догружается весом и реакцией бульдозерного отвала). Гусеничные тракторы могут иметь как рамный, полурамный или безрамный остов. Тип остова гусеничного трактора определяется его подвеской.
Рамный остов имеют тракторы с индивидуальной или парной упругой подвеской опорных катков, например тракторы ДТ-75 и Т-180. При этом узлы трактора монтируются на общей раме, представляющей собой сварную металлоконструкцию. Обычно, рама трактора состоит из двух продольных балок-лонжеронов, соединенных несколькими поперечными перемычками. Такая схема позволяет легко разбирать и собирать трактор при ремонте. Другим преимуществом рамного остова является возможность применения облегченных корпусов узлов и агрегатов, которые оказываются разгруженными от веса трактора и его тягового усилия. Однако сварная рама обладает низкой жесткостью, что вызывает относительные смещения валов узлов трактора и требует их соединения упругими муфтами или карданными шарнирами. Эти элементы обладают ограниченным ресурсом и не могут передавать большой крутящий момент.
Полурамный остов имеют тракторы с полужесткой подвеской, например Т-4 и Т-130.
Безрамный остов имеют тракторы с групповой упругой или жесткой подвеской опорных катков к балансирному брусу, например тракторы Т-330. Преимущество безрамного остова — высокая жесткость, позволяющая отказаться от упругих соединительных муфт между валами агрегатов. Недостаток безрамного остова — сложность крепления на нем навесных систем и оборудования трактора. Агрегаты тракторов с полурамным и безрамным остовом имеют в стенках картеров люки, позволяющие осматривать и ремонтировать отдельные механизмы и системы без разбора всего трактора.

## Двигатель
Двигатели для тракторов выгодны тихоходные, с малым числом оборотов в минуту, что позволяет уменьшить передаточные отношения в трансмиссии из-за того, что трактор в работе — относительно тихоходная машина.
Основным типом двигателя современных тракторов является четырехтактный дизель, так как он обладает высокими значениями крутящего момента при малых частотах вращения и высокой экономичностью. На сверхлегких садово-огородных и газонных тракторах находят применение бензиновые двигатели, а на сверхмощных — газовые турбины. Существуют также тракторы с электрическим двигателем (для работы в закрытых помещениях), получающие электроэнергию по кабелю или через троллейные провода.
Ранее выпускались тракторы с паровыми машинами, с бензиновыми или керосиновыми карбюраторными двигателями, с керосиновыми калоризаторными двигателями.

### Тракторы с дизельными двигателями
На лёгких тракторах тягового класса до 1 тс находят широкое применение дизельные двигатели воздушного охлаждения, не имеющие наддува мощностью до 50 л.с. Такие двигатели просты по устройству, достаточно дешевы, не требовательны к качеству горюче-смазочных материалов, компактны. Их недостатки — сложность регулирования теплового режима, повышенная шумность и большие потери энергии на привод вентилятора. Среди отечественных тракторов двигателями воздушного охлаждения оснащаются, например, самоходное шасси Т-16, пропашные тракторы Т-25 и Т-40. На более тяжелых тракторах применяются дизельные двигатели жидкостного охлаждения. Однако, для промышленного трактора Т-330 был разработан двигатель воздушного охлаждения мощностью 330 л.с.
Основная деталь остова тракторного двигателя — блок-картер обычно представляет собой чугунную или алюминиевую отливку сложной формы. Блок-картер объединяет в себе гильзы цилиндров, опоры коленчатого вала и опоры деталей газораспределительного механизма. Снизу к блоку картеру закрепляются нижние половины опор коленчатого вала. Нижняя часть блока-картера закрывается масляным поддоном, который может быть лёгким навесным или несущим.
В передней части блока картера размещается привод газораспределительного механизма и вспомогательных систем. Задняя часть блока-картера двигателя соединяется с картером узлов трансмиссии.
Двигатели с воздушным охлаждением обычно не имеют единого блока-картера. Их цилиндры отдельные, съёмные с радиаторными рёбрами снаружи для улучшения теплоотвода.
Головка цилиндров тракторного двигателя обычно представляет собой отливку из алюминиевого сплава, но может быть и чугунной. В головке цилиндров размещаются клапаны и другие детали газораспределительного механизма, газообменные каналы, посадочные места для топливных форсунок. Кроме того, в головке цилиндров может размещаться камера сгорания неразделённого или разделённого типов. Головки цилиндров двигателей с воздушным охлаждением индивидуальные, имеют наружный радиатор. Головки цилиндров двигателей жидкостного охлаждения обычно общие на несколько цилиндров и имеют внутри каналы для циркуляции охлаждающей жидкости.
Кривошипно-шатунный механизм тракторного двигателя не имеет существенных отличий от аналогичного узла автомобильного двигателя. Однако, в силу того, что тракторные двигатели форсируются не по частоте вращения, а по среднему давлению цикла, поршень тракторного двигателя воспринимает большие силы от давления газов и меньшие инерционные силы по сравнению с автомобильным. Поэтому поршни тракторных двигателей обычно чугунные, хотя на современных моделях тракторов широко внедряются алюминиевые поршни. Поршни мощных тракторных двигателей, как правило, принудительно охлаждаемые маслом.
Коленчатые валы тракторных двигателей обычно полноопорные, то есть имеют опору на каждой коренной шейке. В качестве опор используются смазываемые под давлением подшипники скольжения. На тракторах наибольшее распространение имеют цельнокованные стальные коленчатые валы, но ранее встречались и сборные.
Тракторные двигатели обычно имеют рядное или V-образное расположение цилиндров. Рядное расположение характерно для пропашных тракторов, так как им необходимо иметь по возможности малую ширину для работы в междурядьях. На других типах тракторов широкое применение нашли V-образные двигатели, так как они компактнее рядных и имеют более короткий и следовательно более жёсткий коленчатый вал.
Тракторные двигатели, как правило, имеют меньшее количество цилиндров по сравнению с автомобильными двигателями одинакового рабочего объема и меньшее отношение диаметра цилиндров к ходу поршня (то есть, тракторные двигатели более «длинноходовые»). Это объясняется меньшей частотой вращения и необходимостью получения большего крутящего момента. Однако, в последнее время наблюдается тенденция к увеличению частоты вращения тракторных двигателей и их основные соотношения приближаются к значениям, характерным для автомобильных двигателей.
Механизм газораспределения тракторных двигателей имеет мало отличий от аналогичного механизма автомобильных двигателей. Для тракторных двигателей характерно применение механизма с расположением клапанов в головке цилиндров а распределительного вала — в блоке-картере с передачей движения посредством тяг и коромысел. Такая схема упрощает привод распределительного вала, а её основной недостаток — высокая инерционность не существенный для тракторного двигателя по причине малой частоты вращения. Тракторы старых типов, например ДТ-75 в составе механизма газораспределения имеют декомпрессионный механизм, позволяющий производить начальную раскрутку коленчатого вала двигателя при пуске без сжатия в цилиндрах воздуха. Декомпрессионный механизм обычно представлял собой кулачковый вал, действующий на коромысла впускных клапанов, удерживающий последние в открытом состоянии при декомпрессии. На современных тракторных двигателях, в связи с совершенствованием систем пуска, декомпрессионных механизмов нет.
Система смазки тракторных двигателей обычно комбинированная. Подшипники коленчатого и распределительного валов смазываются под давлением, а остальные пары трения — разбрызгиванием. Как правило система смазки имеет один насос и масляную ванну в картере. Однако мощные тракторы имеют двигатели с «сухим картером», где масло из картера собирается специальным насосом в масляный бак, в котором оно отстаивается и освобождается от пены. Система с «сухим картером» более сложная, но обеспечивает существенно больший срок службы масла, поскольку последнее подвергается негативному воздействию нагрева и картерных газов в течение существенно меньшего времени.
На тракторах старых типов масло очищалось центробежным способом в центрифугах с гидродинамическим приводом ротора. На современных тракторных двигателях используются бумажные фильтры автомобильных типов а также комбинированные системы очистки.
Тепловые нагрузки на масло в тракторных двигателях существенно выше, чем в автомобильных, поэтому масло необходимо охлаждать. Для этого в системе смазки применяются масляные радиаторы или оребренные и обдуваемые воздухом поверхности масляных поддонов или баков. На новых типах тракторов, в связи с применением масел высокого качества, способных работать при повышенной температуре, масляные радиаторы могут отсутствовать.
Система питания тракторных двигателей воздухом должна обеспечивать высокую эффективность его очистки, так как тракторы обычно работают в условиях повышенной запыленности воздуха и загрязненности воздуха пожнивенными остатками, листвой, насекомыми. Воздухоочистители тракторных двигателей выполняют многоступенчатыми. Первая ступень обеспечивает удаление наиболее крупных частиц: вороха, листвы, насекомых. Обычно она выполняется в виде цилиндра из металлической сетки, вращающегося с большой частотой. Центробежные силы, возникающие при вращении не позволяют оседать на сетке крупным частицам. Вторая ступень обеспечивает удаление значительной доли пыли. Для этого используют циклонные очистители. Значительное количество пыли, собираемой циклонными уловителями требует автоматизации процесса их очистки, желательно без остановки двигателя трактора. Обычно это осуществляется эжекционной системой, работающей за счёт энергии отработавших газов — пыль из поддона очистителя всасывается в выхлопную систему и удаляется через выхлопную трубу. Третья ступень обеспечивает окончательную очистку воздуха. На старых типах тракторов для этой цели применялись маслонаполненные волокнистые фильтры, а на современных — сухие бумажные (по типу автомобильных). При работе тракторов в угольных разрезах во впускном тракте устанавливается фильтр-увлажнитель, эффективно осаживающий частицы угольной пыли .
Тракторные двигатели обычно снабжают турбонаддувом, позволяющим существенно повысить мощность двигателя при малых частотах вращения. Кроме того, применение регулируемого турбонагнетателя позволяет обеспечивать постоянную мощность двигателя в широком диапазоне частоты вращения. Такие двигатели называют двигателями постоянной мощности (ДПМ). Применение двигателей постоянной мощности позволяет существенно упростить трансмиссию трактора, сократив число передач и облегчить труд машиниста. В настоящее время двигатели постоянной мощности получают широкое распространение на тракторах всех классов.
Топливная система тракторных двигателей не имеет существенных особенностей. Она состоит из топливных фильтров, подкачивающей помпы, топливного насоса высокого давления (ТНВД), форсунок и регулятора. Старые типы тракторов имели блочный ТНВД и механический центробежный регулятор. Такие системы просты по устройству, но имеют ряд недостатков: низкую стабильность частоты вращения, повышенный расход топлива и дымление на переходных режимах. Ужесточающиеся требования к экономичности и экологической совместимости тракторов обуславливает применение более сложных топливных систем с электронным управлением количества впрыскиваемого топлива и момента впрыска. Электронная система управления современного трактора дозирует подачу топлива учитывая фактическое наполнение цилиндров воздухом, величину и тенденцию изменения нагрузки двигателя, скорость и тяговое усилие трактора, а также ряд других факторов. Эти меры позволили сократить расход топлива с 180 г/л.с.·ч, типичный для тракторов 60-х — 70-х годов до 100 г/л.с.·ч, исключив выброс в атмосферу токсичных продуктов неполного сгорания топлива.
Пуск тракторных дизельных двигателей может осуществляться различными способами:
- электростартером;
- пусковым бензиновым двигателем (тракторы, работающие в условиях холодного климата);
- сжатым воздухом (ДЭТ-250);
- инерционным стартером с ручным приводом.

Ряд тракторных двигателей имеет несколько модификаций, отличающихся применяемым типом пускового устройства. Например двигатель Д-37 трактора Т-40 может комплектоваться электростартером или пусковым бензиновым двигателем, а двигатель Д-21 трактора Т-25 — электростартером или инерционным стартером. В последнее время, в связи с улучшение пусковых качеств дизельных двигателей и повышение энергоемкости аккумуляторных батарей выпуск тракторных двигателей, оснащенных бензиновым пусковым двигателем, сокращается. Например двигатель Д-245, применяемый на тракторах МТЗ-100 не имеет модификации с пусковым бензиновым двигателем.

### Газотурбинные тракторы
Мощность дизельных двигателей сельскохозяйственных тракторов как правило не превышает 500 л.с. Дальнейшее её увеличение сопряжено с неоправданным повышением массы трактора, что приведет к повышению удельного давления на почву и не позволит реализовать главное преимущество энергонасыщенного трактора — высокую скорость работы. Лишь на промышленных тракторах, которым для создания большого тягового усилия нужна увеличенная масса находят применение дизельные двигатели мощностью порядка 1000 л.с. В то же время усовершенствовавшиеся в последние годы технологии возделывания почвы позволяют эффективно использовать и более мощные сельскохозяйственные тракторы. Важным резервом повышение энергонасыщенности тракторов является использование газовых турбин, имеющих малую удельную массу. Например в США в течение ряда лет фирмами Big Roy и Elis Walters выпускаются газотурбинные тракторы мощностью до 700 л.с. Предпринимались попытки выпуска газотурбинных тракторов и в СССР. Так Кировским заводом совместно с НАТИ был разработан газотурбинный трактор «Кировец-Турбо» на базе газотурбинной силовой установки танка Т-80. Широкому применению газовых турбин на тракторах препятствует высокая частота вращения выходного вала турбины (порядка 20 000 об/мин), что усложняет трансмиссию трактора и повышенный расход топлива по сравнению с дизельными двигателями.

### Тракторы с бензиновыми двигателями
В настоящее время бензиновыми двигателями оснащают только особо легкие тракторы (микротракторы, мотоблоки, газонные тракторы, райдеры). Преимущества бензиновых двигателей — меньший вес и стоимость, легкий пуск (может быть ручным) и относительно простое техническое обслуживание. Недостатки — высокий удельный расход топлива (бензина — более дорогого и пожароопасного) и малый крутящий момент, что усложняет трансмиссию трактора.

## Трансмиссия
Работы тракторов требуют различных скоростей. Например, при пахоте скорость не может быть меньше 3,2 км/ч, так как иначе плуг не переворачивает пласта. С другой стороны, чрезмерная скорость ведёт к потере силы тяги на крюке, уменьшению ширины захвата плуга, а пахать узкими полосами невыгодно из-за того, что много энергии тратится на передвижение самого трактора. Для передвижения или транспортировки грузов пахотная скорость мала, а для других работ может оказаться велика, поэтому трансмиссии тракторов многоступенчатые. 
Трансмиссия трактора как правило многопоточная, то есть передает мощность двигателя не только на ходовую часть, но и для привода агрегатируемых машин и вспомогательных механизмов.
Современные тракторы оборудуются трансмиссиями нескольких различных типов:
- Механические ступенчатые;
- Механические бесступенчатые;
- Гидромеханические;
- Гидрообъёмные;
- Электрические и электромеханические.

### Механические ступенчатые трансмиссии
Механические ступенчатые трансмиссии имеют наименьшую стоимость и наиболее компактны при одинаковой величине передаваемой мощности, но не позволяют плавно регулировать скорость и тяговое усилие трактора.
Механическая трансмиссия трактора состоит из главной фрикционной муфты сцепления, коробки передач, центральной (главной) передачи, конечных передач, передачи механизма отбора мощности. Дополнительно в механическую трансмиссию могут входить: увеличитель крутящего момента, ходоуменьшитель, редуктор-умножитель числа передач, раздаточная коробка. На гусеничных тракторах, кроме того, в состав трансмиссии входит механизм поворота.
Главная фрикционная муфта сцепления позволяет разобщать и плавно соединять двигатель и трансмиссию трактора. Наибольшее применение на тракторах нашли муфты сцепления сухого типа, так как они характеризуются наименьшей работой выключения, что позволяет управлять трактором без использования сервомеханизмов. Но встречаются и муфты, работающие в масле. Последние обеспечивают более плавное включение, но для их привода требуются гидравлические сервомеханизмы. Главная фрикционная муфта сцепления может быть выполнена однопоточной и двухпоточной.
Двухпоточные муфты сцепления содержат в своем составе фактически две отдельных муфты, одна из которых используется для отключения трансмиссии ходовой части, а вторая — для отключения трансмиссии механизма отбора мощности. Двухпоточными муфтами оснащены, например, тракторы Т-40 и ЮМЗ-6 Двухпоточные муфты сложнее по конструкции и неудобны в обслуживании. По этой причине в более новых моделях тракторов они не применяются — управление механизмом отбора мощности производится отдельной муфтой.
На тракторах нашли применение главные фрикционные муфты сцепления с различным типом нажимных механизмов. Наибольшее распространение имеют постоянно замкнутые муфты с пружинным нажимным механизмом автомобильного типа. Выключение таких муфт осуществляется отжимом пружин с помощью механического привода на легких тракторах или гидравлических и пневматических сервомеханизмов — на тяжелых тракторах. Постоянно замкнутая муфта сцепления не может находиться долгое время в выключенном состоянии. Двухпоточные муфты могут иметь два независимых механизма управления, как например на тракторе Т-40 или управление одной педалью (ЮМЗ-6).
Кроме муфт с пружинным нажимным механизмом на тракторах также применяются центробежные муфты (на легких тракторах с бензиновыми двигателями), гидроподжимные муфты (на тяжелых тракторах), электромагнитные муфты.
Ступенчатые коробки передач тракторов могут иметь подвижные шестерни и шестерни постоянного зацепления. Коробки передач с подвижными шестернями проще по конструкции, но не позволяют производить переключение передач при движении трактора. Кроме того, в коробках с подвижными шестернями невозможно применение косозубых зацеплений. По этой причине их применение сокращается. Коробки передач с шестернями постоянного зацепления могут иметь замыкающие муфты различного типа: кулачковые, штифтовые, шлицевые с синхронизаторами, фрикционные. Первые два типа наиболее просты, но не обсепечивают безударного переключения передач. Шлицевые муфты с синхронизаторами (аналогичные автомобильным) обеспечивают безударное переключение передач при движении трактора, но только с разрывом потока мощности (при выключенном сцеплении). Фрикционные муфты позволяют производить переключение без разрыва потока мощности. Фрикционные муфты ступенчатых коробок передач обычно имеют гидравлический нажимной механизм, а коробка передач оснащается гидросистемой.
На отечественных тракторах применяются все типы вышеперечисленных коробок передач:
- С подвижными шестернями — на старых типах тракторов: МТЗ-50, ЮМЗ-6, Т-40, Т-130, старых модификациях МТЗ-80;
- С шестернями постоянного зацепления и кулачковыми муфтами: ЛТЗ-55, Т-180;
- С шестернями постоянного зацепления и синхронизаторами: новые модификации МТЗ-80, МТЗ-100;
- С шестернями постоянного зацепления и гидроподжимными муфтами: К-700, Т-150.

Передаточные числа ступенчатых коробок передач обычно разбивают на несколько диапазонов:
- диапазон замедленных передач;
- диапазон тяговых передач;
- диапазон транспортных передач.

Переключение диапазонов обычно осуществляется отдельным двух- или трехступечатым редуктором, называемым умножителем числа передач (редуктор-умножитель). Применение редуктора-умножителя упрощает коробку передач, но затрудняет подбор оптимальных передаточных чисел. Редуктор-умножитель может устанавливаться как перед коробкой передач, так и после неё. В виду того, что переход от одного диапазона скоростей к другому всегда осуществляется при остановленном тракторе, редуктор умножитель обычно имеет подвижные шестерни или простейшие кулачковые муфты.
Ряд моделей тракторов оборудуется реверс-редукторами, позволяющим получать полный диапазон скоростей как при переднем, так и при заднем ходе. Такие тракторы называют реверсивными. Реверс-редукторами обычно оборудуют трансмиссии промышленных тракторов (К-702, Т-156, Т-330), причем у трактора Т-156 реверс редуктор установлен между двигателем и коробкой передач, у трактора Т-330 — между коробкой передач и главными передачами, а у К-702 — в ведущих мостах. Среди сельскохозяйственных тракторов реверсивными являются Т-25 и Т-40, а также самоходное шасси Т-16М.
При работе с машинами, требующими пониженных рабочих скоростей (картофелекопателями, свеклопогрузчиками, траншейными экскаваторами) тракторы оборудуются ходоуменьшителями. Ходоуменьшитель может быть выполнен в виде обычного зубчатого редуктора или бесступенчатой передачи. Последняя позволяет плавно регулировать скорость трактора и загрузку агрегатируемой машины. Обычно ходоуменьшитель выполняют в виде быстроустанавливаемого узла. Ходоуменьшители, как правило, поставляются вместе с навесным оборудованием, требующим его применения.

### Механические бесступенчатые трансмиссии
Механические бесступенчатые трансмиссии (вариаторы) позволяют плавно регулировать скорость трактора при постоянной частоте вращения коленчатого вала двигателя. Нашли применение на специализированных тракторах (например, свекловодческих), а также на различных сельскохозяйственных комбайнах, созданных на базе тракторных узлов. Как правило, вариаторы применяются совместно с простейшими коробками передач, позволяющими осуществлять выбор диапазонов скоростей. На тракторах и комбайнах нашли применение клиноременные, цепные и фрикционные вариаторы. К недостаткам таких трансмиссий следует отнести наличие быстроизнашивающихся элементов и малый передаваемый крутящий момент.

### Гидромеханические трансмиссии
Состоят из гидротрансформатора и механической ступенчатой коробки передач. Применение гидротрансформатора позволяет более полно использовать мощность двигателя в условиях переменной нагрузки на трактор и упрощает процесс управления им. Ступенчатая коробка передач позволяет выбирать нужный диапазон скоростей. В отличие от автомобилей, где гидромеханические трансмиссии обычно автоматические, на тракторах такая автоматизация не нужна и переключение передач осуществляется оператором. Изначально, гидромеханической трансмиссией оснащались тяжелые промышленные тракторы (например, Т-330 или Caterpillar), но в настоящее время, ею оснащаются практически все новые типы тракторов. Ступенчатые коробки передач могут быть как планетарными, так и обычного типа. К недостаткам таких трансмиссий относится низкий к.п.д. и высокая сложность.

### Гидрообъёмные трансмиссии
Гидрообъёмные трансмиссии (ГОТ) состоят из гидронасоса, вращаемого двигателем и гидродвигателя (или нескольких), приводящих ходовую часть. Жёсткой механической связи нет. Достоинство гидрообъёмных трансмиссий: бесступенчатое регулирование скорости, компактность, возможность встраивания гидродвигателей непосредственно в колёса, что упрощает ходовую часть. Недостатки — низкий к.п.д., необходимость иметь большой объём рабочей жидкости и её охлаждения. Тем не менее, в последние годы гидравлические объёмные трансмиссии получают всё большее распространение, на тракторах, и, особенно, на комбайнах, где большое расстояние между валами затрудняет применение других типов передач.

### Электрические и электромеханические трансмиссии
Состоят из тягового генератора, вращаемого двигателем внутреннего сгорания, одного или нескольких тяговых электродвигателей и системы управления ими. Основное достоинство — хорошая приспосабливаемость трактора к переменным нагрузкам и существенное улучшение условий труда оператора, за счёт исключения операций управления трансмиссией. Недостатки: большая масса электромашин, опасность поражения электрическим током. Старые системы с двигателями постоянного тока имели низкий к.п.д. Опытные образцы тракторов с электромеханической трансмиссией в различное время были выпущены различными фирмами-производителями, но серийными являются только тракторы ДЭТ-250 и ДЭТ-320 производства Челябинского тракторного завода.

### Механизмы поворота гусеничных тракторов
В состав трансмиссий гусеничных тракторов входят механизмы поворота, обеспечивающие возможность сообщения гусеницам различных скоростей.
На тракторах применяют следующие типы механизмов поворота:
- активные дифференциалы, взаимообратно изменяющие скорости обеих гусениц (Cletrac, двойной дифференциал, тройной дифференциал);
- бортовые фрикционные муфты, отключающие отстающую гусеницу;
- планетарные редукторы, отключающие или замедляющие отстающую гусеницу;
- раздельный привод гусениц от двух коробок передач или от двух двигателей;
- прочие неклассифицируемые схемы.

Дифференциальные системы обладают самым широким диапазоном возможностей, вплоть до возможности разворота на месте вокруг собственного центра масс.
Бортовые фрикционные муфты и тормоза были доминирующими на тракторах, разработанных до 70-х годов XX века благодаря простой конструкции, но на современных типах тракторов не применяется по следующим причинам: наличие большого количества быстроизнашивающихся деталей, невозможность получения переменного радиуса поворота, большие габариты и вес.
Планетарные редукторы в простейшем варианте близки по своим возможностям бортовым фрикционным муфтам, а в более сложном могут обеспечивать устойчивый радиус поворота с одновременным приводом обеих гусениц. Они достаточно компактны, содержат минимальное количество быстроизнашивающихся деталей. Их основной недостаток — высокая сложность конструкции.
Широко применяется на современных тракторах и раздельный привод левой и правой гусениц, которой может осуществляться применением двухпоточной коробки передач, переключаемой под нагрузкой (например, тракторы Т-150 и Т-330) или приводом каждой гусеницы от отдельного гидро- или электродвигателя.

### Ведущие мосты колёсных тракторов
Ведущие мосты предназначены для изменения направления передачи крутящего момента, его увеличения и распределения между ведущими колёсами. В состав ведущего моста входят главная (центральная) передача, дифференциал и конечные передачи.
У тракторов в продольным расположением валов коробки передач центральная передача коническая, а у тракторов с поперечным расположением валов коробки передач — цилиндрическая или цепная.
Дифференциал обычно выполняется коническим, но встречаются и другие решения: цилиндрические планетарные дифференциалы, автоматические муфты свободного хода, управляемые фрикционные или зубчатые муфты. Для улучшения сцепных свойств на слабых грунтах дифференциалы выполняют блокируемыми с помощью штифтовых или зубчатых муфт (на старых типах тракторов), гидроподжимных муфт (на современных тракторах), шариковых замыкателей (на легких тракторах). Преимущество блокировки гидроподжимными муфтами — возможность её включения без остановки трактора и автоматизация процесса блокировки. Например на тракторе МТЗ-80 возможно автоматическое управление муфтой блокировки. При прямолинейном движении и отклонении управляемых колёс на угол до 13 градусов дифференциал автоматически блокируется, а при большем отклонении (при повороте) — разблокируется. На ряде тракторов применяют самоблокирующиеся дифференциалы и дифференциалы повышенного трения.
Конечные (финальные) передачи предназначены для окончательного увеличения крутящего момента и привода ведущих колёс. Конечные передачи могут быть выполнены в корпусе центральной передачи (например у трактора МТЗ-80) или в отдельных картерах. На пропашных тракторах картеры центральных передач имеют возможность поворота относительно корпуса заднего моста для регулирования агротехнического просвета.
На высококлиренсных тракторах (хлопководческих, чаеводческих) конечные передачи могут быть выполнены Z-образными, цепными или многопарными цилиндрическими.
На тракторах со всеми ведущими колёсами одинакового размера и шарнирной рамой конечные передачи обычно планетарные.

## Ходовая часть

### Ходовая часть колёсного трактора
Ходовая часть колёсного трактора состоит из ведущих и направляющих колёс, а также элементов их связи с остовом — подвески.
На тракторах обычно применяют колёса с пневматическими шинами низкого и сверхнизкого давления (иногда, например, для тракторов коммунального хозяйства, применяют колёса с шинами среднего давления). Тракторные шины для ведущих колёс, как правило, имеют рисунок протектора типа «разрезанная ёлочка», а на ведомых — продольные канавки противоскольжения.

## Система агрегатирования
Сам по себе трактор не может выполнять какой либо полезной работы и используется только в агрегате с различными машинами (в составе машинно-тракторного агрегата). Машинно-тракторные агрегаты (МТА) по способу использования мощности двигателя трактора подразделяются на тяговые, тягово-приводные и приводные.
Тяговые МТА используют для своей работы только тяговое усилие, создаваемое ходовой частью трактора. Примерами машин, использующих только тяговое усилие трактора являются плуги, бульдозеры, грейдеры, транспортные прицепы.
Тягово-приводные агрегаты используют как тяговое усилие, создаваемое трактором, так и отбор мощности от двигателя через систему отбора мощности минуя ходовую часть. К таким агрегатам относятся различные прицепные и навесные комбайны (например, картофелеуборочные), сеялки, коммунальные машины, скреперы со скребковой загрузкой.
Приводные агрегаты не используют тягового усилия трактора, а приводятся в действие через систему отбора мощности. Это могут быть насосные и генераторные установки, тракторные краны, экскаваторы, подъемники, стационарные сельхозмашины.
По способу передачи веса и других сил, создаваемых агрегатируемыми с трактором машинами на грунт различают навесные, полунавесные (полуприцепные) и прицепные машины.
Навесные машины и орудия не имеют собственной ходовой части и передают весь вес и тяговое усилие на ходовую часть трактора. Примерами навесных машин являются бульдозерный отвал, плуг, погрузчик, экскаватор. Некоторые навесные машины и орудия, например плуги, могут иметь опорные колёса, регулирующие глубину обработки почвы, но на них передается лишь незначительная доля веса. По размещению навесной машины относительно трактора различают фронтальную, центральную, боковую, заднюю и комбинированную навеску.
При фронтальной навеске агрегатируемая машина или орудие размещаются впереди трактора, например бульдозерный отвал, валковая жатка, кусторез, фронтальный погрузчик.
При центральной навеске агрегатируемая машина размещается под остовом трактора. Это может быть например культиватор, фреза для удаления асфальта, оборудование для нанесения дорожной разметки, насосная установка.
При боковой навеске агрегатируемая машина размещается сбоку трактора. Это может быть косилка, опрыскиватель, каналокопатель.

При задней навеске агрегатируемая машина размещается сзади трактора. Это может быть плуг, борона, сеялка. 
Ряд машин имеют комбинированную навеску. Например спереди трактора устанавливается бульдозерный отвал, а сзади экскаваторное оборудование. Комбинированную навеску также имеют опрыскиватели: консоли с распылителями устанавливаются спереди и с боков трактора, насос снизу а бак для ядохимикатов сзади.
Полунавесные (полуприцепные) машины имеют свою ходовую часть, воспринимающую значительную долю веса машины. Оставшаяся доля веса передается на ходовую часть трактора. Примерами полунавесных машин могут быть одноосные прицепы, пресс-подборщики, одноосные прицепные комбайны. Обычно полуприцепные машины агрегатируются сзади трактора, но встречаются и агрегатируемые спереди машины, например тракторные асфальтоукладчики или погрузчики корнеплодов.
Прицепные машины имеют свою ходовую часть, полностью воспринимающую их вес. Такие машины нагружают трактор только тяговым усилием. Примерами прицепных машин являются двухосные прицепы, скреперы, фуражиры, волокуши.
Существует также способ агрегатирования, при котором трактор с демонтированными элементами ходовой части устанавливается на агрегатируемую машину. При этом ходовая часть машины соединяется механическими передачами с выходными валами ведущих мостов трактора. Примером может быть свеклоуборочный комбайн «Славутич», агрегатируемый с трактором МТЗ, а также, выпускаемый Окской судоверфью, малый речной паром с гребными колёсами, привод которых осуществляется от ведущих звездочек трактора ДТ-75, установленного на понтоне парома.
В состав системы агрегатирования входят навесная система, предназначенная для соединения трактора с навесными машинами и управления их положением, прицепные устройства — для буксировки прицепных машин и система отбора мощности для привода рабочих органов агрегатируемых машин минуя ходовую часть.

### Навесная система
Навесная система воспринимает вес и другие силы, создаваемые навесной машиной и обеспечивает управление её положением. Навесные системы современных тракторов имеют гидравлический привод и часто называются гидронавесными.

Задняя навесная система сельскохозяйственного трактора как правило имеет многозвенный рычажный механизм с унифицированными точками крепления. Такой механизм состоит из двух нижних продольных тяг, шарнирно прикрепленных к остову трактора, одного или двух верхних рычагов, связанных вертикальными тягами регулируемой длины с нижними продольными тягами, гидроцилиндра, связанного с верхними тягами и кронштейн крепления центральной тяги. 

При навешивании машины на такой механизм два её нижних шарнира соединяются с соответствующими шарнирами нижних тяг, а верхний шарнир через центральную тягу с кронштейном. Кинематика перемещения навесной машины задается длиной и точкой присоединения центральной тяги. Такой механизм позволяет агрегатировать трактор с широким спектром почвообрабатывающих орудий обеспечивая высотное, силовое и позиционное регулирование глубины обработки почвы. Современные сельскохозяйственные тракторы оборудуются механизмом автоматической сцепки с навесными машинами. 
Задняя навесная система промышленных тракторов проще и представляет собой однорычажный механизм, обеспечивающий только высотное регулирование положения рабочего органа.
Фронтальная навесная система сельскохозяйственного трактора (при её наличии) конструктивно аналогична его задней навесной системе.
Промышленные и некоторые сельскохозяйственные тракторы оснащаются фронтальной подъемно-навесной системой для работы с бульдозерным отвалом, погрузчиком и другими землеройными машинами. Подъемно-навесная система состоит из подъемной рамы и приводных гидроцилиндров.

#### Гидропривод навесной системы
Устройство и работа: масло из бака, где хранится и охлаждается, подаётся шестерённым насосом постоянной производительности в гидравлический распределитель, откуда направляется либо в гидроцилиндры/гидромоторы (с ограничением давления до 20-25 МПа), либо без давления обратно в бак (через фильтры и иногда — радиатор для охлаждения). Привод насоса — от двигателя, бывает отключаемым (для уменьшения износа в случае неиспользования или при утечке масла).
В российских и белорусских сельскохозяйственных тракторах применяется унифицированный (однотипный) трёхсекционный золотниковый распределитель. Каждая секция управляется отдельным рычагом, выведенным в кабину и имеет четыре положения (по линии):
- подъём — рычаг вверх (или вперёд) от «нейтрали» — вход от насоса соединён с верхним выводным каналом, нижний выводной канал соединён с выходом в бак — орудие поднимается; положение рычага может фиксироваться распределителем — автоматический возврат в «нейтраль» происходит при повышении давления в конце хода гидроцилиндра;
- нейтраль — основное, среднее положение, вход от насоса соединён с выходом в бак, выводные каналы заперты, орудие (через гидроцилиндр привода) зафиксировано;
- отпускание — рычаг вниз (или назад) от «нейтрали» — аналогично «подъёму», но гидроцилиндр движется в другую сторону, орудие опускается (в отсутствие силы тяжести — принудительно, давлением насоса).
- плавающее — следующее положение после «опускания» — вход от насоса соединён с выходом в бак, оба выводных канала также соединены с выходом в бак — орудие может свободно перемещаться в пределах хода гидроцилиндра, без помех с его стороны. Это положение всегда фиксируется распределителем.

Недостатками данного распределителя являются: плохая способность к дросселированию (частичной подаче масла, для ограничения скорости или давления), и «подъём» или «опускание» одновременно только на одной секции (из-за параллельного включения секций, большая нагрузка будет стоять или даже двигаться вниз, стравливая давление на меньшую нагрузку).
Однако плохое дросселирование сглаживается относительно небольшой подачей насоса, что позволяет обеспечить приемлемую точность позиционирования кратковременными включениями. Одновременная работа двух секций для управления навесными устройствами обычно и не нужна, а для управления навесными погрузчиками могут быть установлены другие гидрораспределители — «джойстики», обеспечивающие дросселирование и одновременную работу двух секций.
На тракторах общего назначения одна из секций (чаще средняя), обычно с более длинным рычагом управления, соединена с гидроцилиндром заднего навесного устройства. Выходы двух других секций выведены в задней части трактора (плюс иногда в средней, с каждой стороны) и закрыты пробками. Для быстрого и удобного подключения шлангов агрегатируемых машин могут применяться быстроразъёмные муфты с шариковыми запорными клапанами (при соединении муфты подпружиненные шарики отжимают друг друга от седел и открывают проход маслу).
На отечественных комбайнах применяется (отдельно от гидротрансмиссии в случае её наличия) унифицированный с тракторами гидропривод управления рабочими органами. Основным отличием является другой (также золотниковый, но многосекционный) гидрораспределитель, в котором отсутствует фиксация положений «подъём» и «отпускание» и нет положения «плавающее». Также многие подъёмные гидроцилиндры имеют только напорную магистраль — опускание происходит под действием веса орудия.
Гидропривод также может комплектоваться системой из гидроаккумулятора и клапанов, поддерживающей небольшое избыточное давление в «подъёмной» магистрали в режиме «плавающее». Это позволяет (при включении) перенести часть веса (силы тяжести) навесного орудия на трактор, при сохранении свободы их взаимного перемещения (вверх-вниз). Упрощённо это можно описать как «подпружиненное плавающее». Применяется на лёгких тракторах (в частности, МТЗ-80 — «увеличитель сцепного веса») для увеличения нагрузки на ведущие колёса при пахоте, а также на некоторых комбайнах — для минимизации усилия на следящие опоры жатки.

### Прицепные устройства
Прицепные устройства используются для агрегатирования трактора с прицепными и полуприцепными машинами. Могут быть жесткими и управляемыми. Жесткое прицепное устройство представляет собой крюк, кронштейн, сферическую опору или элемент автоматической сцепки, закрепленные на задней части остова трактора. Жесткое прицепное устройство неудобно при агрегатировании с полуприцепными машинами, так как при сцепке приходится вручную приподнимать дышло этой машины. Более удобны гидрофицированные сцепные устройства, позволяющие регулировать положение крюка гидроцилиндром.

### Система отбора мощности
Система отбора мощности предназначена для привода активных рабочих органов машин, агрегатируемых с трактором. На тракторах общего назначения нашли применение механические и гидравлические системы отбора мощности, а на некоторых специализированных тракторах — электрические и пневматические.

#### Механическая система отбора мощности
Механическая система отбора мощности передает мощность двигателя трактора к рабочим органам машины через систему механических передач. Оконечным элементом системы механического отбора мощности на тракторе является вал отбора мощности (ВОМ). К выходному концу вала отбора мощности присоединяется вал приема мощности агрегатируемой машины. На тракторах старого типа оконечным элементом механической системы отбора мощности был приводной шкив, а привод агрегатируемой машины осуществлялся через ременную передачу.
Трансмиссии привода вала отбора мощности на отдельных моделях тракторов могут быть достаточно сложными и включать в себя все те же
узлы, что и основная трансмиссия трактора: муфту сцепления, коробку передач, конечные передачи.
Различают независимый, полунезависимый, зависимый и синхронный режимы привода ВОМ. При независимом приводе ВОМ разделение потока мощности осуществляется перед основной трансмиссией трактора, что позволяет осуществлять привод агрегатируемых машин независимо от того, движется трактор или остановлен, а также производить включение, выключение и изменение частоты вращения ВОМ при движении трактора. Полунезависимый привод ВОМ отличается тем, что не позволяет производить его включение и отключение при движении трактора.
При зависимом приводе ВОМ разделение потока мощности осуществляется после главной муфты сцепления (или гидротрансформатора). Зависимый привод конструктивно проще независимого, поскольку о осуществляется от одного из валов коробки передач, но не позволяет осуществлять привод агрегатируемых машин при выключенном сцеплении, а также осуществлять включение и выключение ВОМ при движении трактора. Зависимым приводом ВОМ оборудуются в основном промышленные тракторы.
При синхронном приводе ВОМ отбор мощности производится от главной передачи и вращение ВОМ согласовано со скоростью трактора.
Современные тракторы, как правило, имеют многорежимные ВОМ. Частота вращения ВОМ может регулироваться ступенчатыми или бесступенчатыми трансмиссиями. В России стандартом установлены следующие режимы работы механизма отбора мощности сельскохозяйственных тракторов: независимые 540 и 1000 об/мин при номинальной частоте вращения коленчатого вала двигателя и синхронный режим — 3,6 оборотов ВОМ на 1 метр пройденного пути.
Независимый привод ВОМ используется при работе с машинами, частота вращения рабочих органов которых не должна зависеть от скорости трактора. К таким машинам относятся различные навесные и прицепные комбайны, траншеекопатели, насосные и компрессорные устройства. Синхронный привод — для работы с посевными агрегатами и машинами для нанесения дорожной разметки.
Ряд моделей тракторов имеют несколько механизмов отбора мощности, выходные валы которых могут размещаться сзади, сбоку и спереди трактора. Каждый из механизмов может быть многорежимным, как например на тракторе Т-40 или однорежимным, как на самоходном шасси Т-16. Передний отбор мощности может осуществляться от специальной муфты или шкива на носике коленчатого вала двигателя, как например, на тракторе Т-100.

#### Гидравлическая система отбора мощности
Гидравлическая система отбора мощности (ГСОМ) передает мощность двигателя трактора к рабочим органам машин посредством потока жидкости. По своей сути ГСОМ представляет собой гидрообъемную трансмиссию. От гидравлической навесной системы отличается тем, что может работать в условиях постоянного потока жидкости через гидродвигатель приводимого агрегата. Получила широкое распространение на современных тракторах для привода рабочих органов сложных сельскохозяйственных и коммунальных машин. В состав ГСОМ входят гидравлический насос (аксиально-поршневого или радиально-поршневого типа, реже шестеренчатый), резервуар для рабочей жидкости (чаще всего масло, но могут быть и другие жидкости), радиатор охлаждения рабочей жидкости, распределитель, соединительные муфты. Преимущество ГСОМ — возможность плавного регулирования частоты вращения или скорости перемещения рабочих органов, возможность независимого распределения мощности на большое количество рабочих органов, возможность автоматизации. Недостатки те же, что у гидрообъёмных трансмиссий. ГСОМ может быть встроенной в конструкцию трактора (например, МТЗ-100) или быть навесной с приводом от ВОМ.

#### Электрическая система отбора мощности
Электрическая система отбора мощности (ЭСОМ) передает мощность двигателя трактора к рабочим органам машин посредством электрического тока. Трактор, оснащенный ЭСОМ фактически представляет собой передвижную электростанцию. ЭСОМ обычно применяют при агрегатировании трактора с машинами, имеющими индивидуальный электрический привод рабочих органов (например, подъёмные краны), а также при необходимости преобразования мощности двигателя трактора в немеханические виды энергии. ЭСОМ обычно в конструкцию трактора не включается, а устанавливается при его дооборудовании для работы в составе необходимого МТА. Однако, некоторые тракторы, например Т-130 и К-700 имеют на раме места для крепления генератора. В состав ЭСОМ входят электрический генератор и устройство распределения электрической энергии.

## Система управления трактором
Система управления трактором включает в себя следующие подсистемы:
- управление двигателем: регулирование мощности, частоты вращения, запуск, остановка;
- управление трансмиссией: включение и выключение трансмиссии, выбор направления движения, выбор передаточного числа, включение и выключение ведущих мостов, блокировка и разблокировка дифференциала;
- управление движением трактора: рулевое и тормозное управление;
- управление навесной системой;
- управление системой отбора мощности;
- управление агрегатируемой машиной;
- управление внешним и внутренним оборудованием (освещением, вентиляцией, кондиционированием).

Все органы управления трактором подразделяют на четыре группы:
1. Постоянно используемые (рулевое и тормозное управление);
2. Часто используемые (переключение передач, управление агрегатируемой машиной);
3. Редко используемые (управление освещением, изменение режима работы системы отбора мощности, изменение диапазонов скоростей);
4. Однократно используемые (подразумевается, что используются однократно за один сеанс работы: запуск и остановка двигателя, включение и выключение насоса гидравлической системы, соединение с агрегатируемой машиной);

Органы управления первых трех групп обязательно должны быть сосредоточены на центральном посту управления (обычно в кабине), а органы четвертой группы могут быть установлены вне поста управления.

## Внешнее и внутреннее оборудование трактора
Внешнее и внутреннее оборудование трактора — это совокупность систем, не участвующих в процессе совершения трактором полезной работы, но повышающих его эксплуатационные характеристики (комфортабельность, безопасность).

### Электрическое оборудование
Электрическое оборудование современного трактора мало отличается от автомобильного электрического оборудования и, часто, выполняется на базе унифицированных автомобильных узлов: генераторов, аккумуляторных батарей, реле, светотехнических приборов. Современные тракторы оснащаются достаточно мощным генератором (свыше 1 кВт), позволяющим питать бортовые электроприборы в любом сочетании на всех режимах работы двигателя. Ранее, когда тракторы имели ограниченный набор электрического оборудования, мощность генераторов была не велика. Например на советских тракторах выпуска до 1977 года устанавливался генератор мощностью всего 180 Вт, а на тракторе ДТ-54 мощность генератора и вовсе составляла 90 Вт.

### Внешние световые приборы
Современный трактор имеет большое количество различных внешних световых приборов, среди которых:
1. Транспортные фары — предназначены для движения трактора по дорогам в темное время суток и в условиях недостаточной видимости, а также для обозначения движущегося трактора в дневное время. Соответствуют требованиям к фарам головного света автомобилей. У гусеничных тракторов — отсутствуют.
2. Технологические фары — предназначены для освещения рабочей зоны вокруг трактора. Имеют светораспределение не соответствующее правилам ЕЭК ООН и их использование при движении трактора по дорогам общего пользования (кроме случаев выполнения работ по содержанию и ремонту дорог) не допускается. Обычно трактор имеет отдельные комплекты независимо включаемых технологических фар для освещения передней, задней и боковых зон. Суммарная мощность ламп технологических фар может достигать 1 кВт и даже более на сверхтяжелых тракторах. Обычно устанавливаются на крыше или козырьке кабины.
3. Габаритные огни
4. Приборы внешней световой сигнализации (стоп-сигналы, указатели поворотов, фонари заднего хода)
5. Проблесковый маячок оранжевого цвета